# Saint-Maurice-des-Noues
Saint-Maurice-des-Noues is een gemeente in het Franse departement Vendée (regio Pays de la Loire) en telt 572 inwoners (1999). De plaats maakt deel uit van het arrondissement Fontenay-le-Comte.

## Geografie
De oppervlakte van Saint-Maurice-des-Noues bedraagt 21,1 km², de bevolkingsdichtheid is 27,1 inwoners per km².
De onderstaande kaart toont de ligging van Saint-Maurice-des-Noues met de belangrijkste infrastructuur en aangrenzende gemeenten.

## Demografie
Onderstaande figuur toont het verloop van het inwonertal (bron: INSEE-tellingen).

1. ↑  Populations de référence 2022.